# Округ Монтморенси (Мичиген)
Монтморенси (енгл. Montmorency County) је округ у америчкој савезној држави Мичиген.

## Демографија
По попису из 2010. године број становника је 9.765, што је 550 (-5,3%) становника мање него 2000. године.
| Група             | 2000.          | 2010.         |
| Белци             | 10.094 (97,9%) | 9.465 (96,9%) |
| Афроамериканци    | 25 (0,2%)      | 15 (0,2%)     |
| Азијати           | 10 (0,1%)      | 15 (0,2%)     |
| Хиспаноамериканци | 67 (0,6%)      | 96 (1,0%)     |
| Укупно            | 10.315         | 9.765         |